# Bracon corroboratus
Bracon corroboratus är en stekelart som beskrevs av Papp 1996. Bracon corroboratus ingår i släktet Bracon och familjen bracksteklar. Inga underarter finns listade.